# Trevor Dickinson
Robert Trevor Dickinson (viselt nevén: Trevor Dickinson) (Folkestone, 1953. augusztus 13. –) brit-új-zélandi geológus, üzletember, aki leginkább az új generációs Amigák gyártásába történt befektetése és az Amiga-szcénában felmutatott gyűjtői, dokumentarista és rajongói aktivitása okán ismert.

## Magánélet
Személyes, magánéleti vonatkozású információ kevés ismert róla. Brit születésű, geológusnak tanult és  több kőolajkutatással és -fúrással foglalkozó cégnél dolgozott az 1970-es és az 1980-as években. Több országban is élt, így az Egyesült Államokban, Cipruson és 2011-től Új-Zélandon is, mely utóbbi államnak 2017-től állampolgára is. Hobbijai között megemlítendő a repülés, a labdarúgás, a bélyeggyűjtés, de a legnagyobb szenvedélye az Amigák, illetve Commodore modellek gyűjtéséhez kapcsolódik.

## Befektetői tevékenység
Trevor Dickinson főként Új-Zélandon működik üzleti angyalként, melynek keretében kockázati tőkebefektetőként új technológiákkal foglalkozó startupokat támogat.

## Amiga-szcéna
Trevor Dickinson azok közé tartozik, akik már a mikroszámítógépek elterjedése előtt hobbi és munka céljára is használta a számítógépeket. Geológus tanulmányai alatt még mainframe gépeken, lyukkártyát használva tanult programozni Fortranban. Gépi kódban már saját Commodore számítógépein tanult meg, első Amigáját pedig, egy Amiga 2000-est 1988-ban Texasban vásárolta, amikor ott dolgozott. Amikor saját üzleti vállalkozásokba fogott, minden üzleti tevékenységet Amigákkal végzett, így kiadványszerkesztést, grafikai munkákat, szövegszerkesztést. Az amigák aktív, napi használata egészen 2001-ig tartott, ezután pedig gyűjteni kezdte őket.

### A-EON Technology
A belgiumi bejegyzésű A-EON Technology CVBA céget 2009 tavaszán alapította meg Trevor Dickinson, Anthony Moorley és Ben Hermans (Hyperion Entertainment) azzal a céllal, hogy AmigaOS 4 futtatására képes hardvert alkossanak. A cég sikeresen kifejlesztette és piacra dobta az AmigaOne X1000 számítógép-modellt, majd Dickinson, a másik két részvényes kiválása után, 2012-ben új, hasonló nevű céget alapított Matthew Leaman közreműködésével, A-EON Technology Ltd. néven Walesben. Az új modell, az AmigaOne X5000 már ennek a cégnek a terméke és 2016 októberében vált elérhetővé kész termékként.

### AmigaOS 4
Az operációs rendszer fejlesztését a Ben Hermans vezette belga Hyperion Entertainment végezte már az A-EON Technology megalapításakor is. Az A-EON cég Walesbe költözése után is megmaradt az üzleti kapcsolat Dickinson és Ben Hermans között. Az időről-időre anyagi gondokkal küszködő, az Amigák szerzői jogait birtokló Cloantoval véget nem érő jogvitába keveredő Hyperiont – 2024 tavaszán napvilágra került dokumentumok szerint – Dickinson titokban támogatta anyagilag és egyre több befolyást szerzett az AmigaOS 4 részei felett (így például az AmigaOS kernele, az ExecSG felett), majd végül társtulajdonossá vált a Hyperion Entertainment cégben 2019-től.

### Filmkészítés
Trevor Dickinson néhány dokumentumfilm elkészítéséhez járult hozzá producerként és szereplőként. Míg a 2017-ben megjelent "Viva Amiga" az Amiga számítógépek történetét mutatja be a kezdetektől, addig a 2018-as "The Commodore Story" az egész Commodore cég történetét meséli el, még élő, egykori fontos szereplők megszólaltatásával. A 2022-ben készült "Commodore: Alive and Kicking" viszont inkább a retrocomputing jelenét és jövőjét járja körül a Commodore szemszögéből.